# Candy (groupe roumain)
 (septembre 2018).
Si vous disposez d'ouvrages ou d'articles de référence ou si vous connaissez des sites web de qualité traitant du thème abordé ici, merci de compléter l'article en donnant les références utiles à sa vérifiabilité et en les liant à la section « Notes et références ».
Pour les articles homonymes, voir Candy.
Candy, est un groupe de musique roumain, formé en 2000 par Laurențiu Duță (ro).

## Biographie
Le groupe est formé en 2000 par Laurențiu Duță. Il est composé de Claudia Pavel, Giulia Anghelescu (ro) et Elena Vasilache (sous le nom de Selena). 
En 2001, Claudia Pavel quitte le groupe pour une carrière solo. La même année Monica Andrei intègre le trio qui sort alors un deuxième album.
En 2002, sort leur troisième album qui est un succès en 2003. 
À la fin de l'année 2003, Giulia et Elena abandonnent la musique, il ne reste plus que Monica et trois autres artistes : Elena Niciu, Andrada et Lucia Radu qui sortent un album pour 2004.
En 2005, le groupe se sépare définitivement.